# San Giovanni a Porta Latina (títol cardenalici)
San Giovanni a Porta Latina és un títol cardenalici instituït pel papa Lleó X el 6 de juliol de 1517, quan, en ocasió del consistori del 1er de juliol de 1517 va incrementar notablement el nombre dels cardenals. La basílica és confiada a l'Institut de la caritat.

## Titulars
Titulars:
- Giovanni Domenico De Cupis (6 de juliol de 1517 - 17 d'agost de 1524); in commendam (17 d'agost de 1524 - 3 de setembre de 1529, dimitit)
- Mercurino Arborio de Gattinara (3 de setembre de 1529 - 5 de juny de 1530, mort)
- Gabriel de Grammont (22 de juny de 1530 - 9 de gener de 1531 nomenat cardenal presbíter de Santa Cecilia)
- Juan Pardo de Tavera (27 d'abril de 1531 - 1er d'agost de 1545, mort)
  - Vacant (1545-1550)
- Francisco Mendoza Bobadilla (28 de febrer de 1550 nomenat cardenal presbíter de Sant 'Eusebio)
  - Vacant (1550-1556)
- Jean Suau (13 de gener de 1556 - 26 d'abril de 1560 nomenat cardenal presbíter de Santa Prisca)
- Gerolamo I Correggio (3 de juny de 1561 - 5 de maig de 1562 nomenat cardenal presbíter de Sant Stefano al Monte Celio)
- Flavio Orsini (15 de maig de 1565 - 17 de novembre de 1565); in commendam (17 de novembre de 1565 - 16 de maig de 1581, mort)
- Alessandro Crivelli (o Cribelli) (8 de febrer de 1566 - 1568 ?), diaconia pro illa vice (1568 ? - 20 de novembre de 1570 nomenat cardenal presbíter de Santa Maria in Ara Coeli)
- Gian Girolamo Albani (20 de novembre de 1570 - 15 d'abril de 1591, mort)
- Ottavio Paravicini (20 de novembre de 1591 - 9 de març de 1592 nomenat cardenal presbíter dels Sants Bonifaci i Alessio)
  - Vacant (1592-1599)
- Alfonso Visconti (7 de març de 1599 - 24 de gener de 1600 nomenat cardenal presbíter de San Sisto)
  - Vacant (1600-1605)
- Bernard Maciejowski (31 de juliol de 1606 - 19 de gener de 1608, mort)
  - Vacant (1608-1616)
- Francesco Vendramin (28 de novembre de 1616 - 7 d'octubre de 1619, mort)
- Guio Bentivoglio (17 de maig de 1621 - 26 d'octubre de 1622 nomenat cardenal presbíter de Santa Maria del Popolo)
  - Vacant (1622-1647)
- Francesco Querubins (16 de desembre de 1647 - 24 d'abril de 1656, mort)
- Francesco Paolucci (23 d'abril de 1657 - 9 de juliol de 1661, mort)
- Cesare M
- Maria Antonio Rasponi (15 de març de 1666 - 21 de novembre de 1675, mort)
- Mario Alberizzi (23 de març de 1676 - 29 de juny de 1680, mort)
- Stefano Agostini (22 de setembre de 1681 - 21 de març de 1683, mort)
- Jan Kazimierz Denhoff (30 de setembre de 1686 - 20 de juny de 1697, mort)
- Sperello Sperelli (3 de febrer de 1700 - 22 de març de 1710, mort)
- Pier Marcellino Corradini (21 de novembre de 1712 - 11 de setembre de 1726); in commendam (11 de setembre de 1726 - 10 d'abril de 1734, dimitit)
- Pietro Maria Pieri, O.S.M. (12 d'abril de 1734 - 27 de gener de 1743, mort)
- Francesco Landi (13 de setembre de 1745 - 11 de febrer de 1757, mort)
- Luigi Gualterio (24 de març de 1760 - 24 de juliol de 1761, mort)
- Simone Buonaccorsi (22 d'agost de 1763 - 27 d'abril de 1776, mort)
- Jacint Sigismondo Gerdil, Clergues Regulars de Sant Pau. (30 de març de 1778 - 20 de setembre de 1784 nomenat cardenal presbíter de Santa Cecilia)
  - Vacant (1784-1794)
- Antonio Dugnani (12 de setembre de 1794 - 23 de desembre de 1801 nomenat cardenal presbíter de Santa Prassede)
  - Vacant (1801-1805)
- Jean-Baptiste de Belloy-Morangle (1 de febrer de 1805 - 10 de juny de 1808, mort)
  - Vacant (1808-1816)
- Camillo de Simeoni (23 de setembre de 1816 - 2 de gener de 1818, mort)
  - Vacant (1818-1830)
- Remigio Crescini, O.S.B. Cas. (5 de juliol de 1830 - 20 de juliol de 1830, mort)
- Giacomo Luigi Brignole (23 de juny de 1834 - 13 de setembre de 1838); in commendam (13 de setembre de 1838 - 11 de juny de 1847 nomenat cardenal bisbe de Sabina)
  - Vacant (1847-1859)
- Camillo De Pietro (15 d'abril de 1859 - 20 de setembre de 1867 nomenat cardenal bisbe d'Albano)
  - Vacant (1867-1874)
- Joseph Hippolyte Guibert, O.M.I. (15 de juny de 1874 - 8 de juliol de 1886, mort)
- Benoît-Marie Langénieux (17 de març de 1887 - 1 de gener de 1905, mort)
- Gregorio María Aguirre y García, O.F.M. (19 de desembre de 1907 - 10 d'octubre de 1913, mort)
- Felix von Hartmann (28 de maig de 1914 - 11 de novembre de 1919, mort)
- Edmund Dalbor (18 de desembre de 1919 - 13 de febrer de 1926, mort)
- Joseph MacRory (19 de desembre de 1929 - 13 d'octubre de 1945, mort)
- Josef Frings (22 de febrer de 1946 - 17 de desembre de 1978, mort)
- Franciszek Macharski (30 de juny de 1979 - 2 d'agost de 2016, mort)
- Renato Corti (19 de novembre de 2016 - 12 de maig de 2020, mort)